# Adi (démon)
Pour les articles homonymes, voir Adi.
Adi (sanskrit : आडि) est un démon (asura) protéiforme de l'hindouisme. Il apparait dans le Matsya Purāṇa (en).
Il est le fils du démon aveugle Andhaka, lui même fils de Shiva et de Parvati. Il a un frère, Vaka ou Baka.

## Légende
À la suite d'austérités spirituelles (ou tapas), Adi réclame et obtient de Brahmā le pouvoir d'être invincible au combat,. 
Après que Andakha ait été tué par Shiva, Adi tente de venger son père. En l'absence de Parvati partie en pèlerinage, il prend l'apparence d'un serpent pour se glisser dans le palais de son grand-père sans que Virabhadra, le gardien de la porte, ne l'aperçoive. Prenant alors l'aspect de Parvati, Adi arme son vagin (yoni) de dents acérées et se présente à Shiva. Étonné que Parvati rentre avant la fin prévue de sa retraite, et découvrant en outre que celle qui se tient devant lui ne porte pas sa marque de naissance (un lotus sur le flanc gauche), il soupçonne un stratagème : il arme alors son phallus (lingam) d'un puissant éclair, pénètre le démon et le foudroie.
C'est donc par le sexe qu'à la fois Adi tente de tuer Shiva, et que celui-ci donne la mort à celui-là.